# Уан Плюс 6
OnePlus 6 е смартфон на компанията OnePlus, анонсиран на 16 май 2018 г. в Лондон.
Ресурс DxoMark оцени камерата на OnePlus 6 на 96 точки. Режим на снимки спечели 100 точки, 87 точки спечели видео режим.

## Спецификации
|                     | OnePlus 6                                                         |
| ------------------- | ----------------------------------------------------------------- |
| Екран (в инча)      | 6.28 Optic AMOLED, 1080 x 2280, 19:9                              |
| RAM                 | 6/8 GB                                                            |
| Вътрешна памет      | 64/128/256 GB                                                     |
| Задна камера        | 16+20 MP, автофокус, 4K@30/60fps, 1080p@30/60/240fps, 720p@480fps |
| Предна камера       | 16 MP, 1080p@30fps                                                |
| Процесор            | осемядрен, 4x2.8 GHz & 4x1.7 GHz                                  |
| Операционна система | Android 8.1 (Oreo), OxygenOS 10.3.1                               |
| Размери             | 155.7 x 75.4 x 7.8                                                |
| Тегло               | 177 г                                                             |

## Продажби
Според компанията счупи рекорда в първия ден на продажбите, превръщайки се в най-бързо продавания смартфон сред всички устройства на OnePlus.
През юни 2018 г. компанията обяви, че 1 милион смартфона OnePlus 6 са продадени за 22 дни.

## Проблеми
През юли 2018 г. потребителите започнаха да се оплакват в социалните мрежи за трептенето и мигането на дисплея. Според потребителите проблемите започнали след актуализиране на фърмуера OxygenOS 5.1.8. Проблемът беше отстранен в OxygenOS 5.1.11.
През февруари 2019 г. започнаха да се появяват съобщения за проблеми с работата на микрофона.